# Aydın İbrahimov
Aydın İbrahimov (kyrill. Айдын Ибрагимов, * 17. September 1938 in Gəncə, Aserbaidschanische SSR; † 2. September 2021 in Baku, Aserbaidschan) war ein sowjetischer Ringer.

## Biografie
Aydın İbrahimov konnte bei den Weltmeisterschaften 1963 die Goldmedaille gewinnen. Bei den Olympischen Sommerspielen 1964 in Tokio folgte eine Bronzemedaille im Freistilringen in der Klasse bis 57 kg sowie der Europameistertitel 1966. Bei den sowjetischen Meisterschaften gewann İbrahimov 1960 und 1967 Bronze, 1963 Silber und 1964 den Meistertitel. Nach seiner aktiven Ringerkarriere war er als Trainer in Aserbaidschan tätig. Zwischen 1988 und 1997 war er Präsident von Neftçi Baku.
Aydın İbrahimov starb am 2. September 2021 im Alter von 82 Jahren während der COVID-19-Pandemie in Aserbaidschan an den Folgen einer SARS-CoV-2-Infektion in Baku.